# Robinhood
Robinhood Markets, Inc., mer känt som endast Robinhood, är ett amerikanskt fintechbolag som främst tillhandahåller en avgiftsfri mobilapplikation (app) inom börsmäkleri. Appen hade ca 13 miljoner användare i oktober 2020. Utöver detta förvaltade man även ett kapital på omkring 20 miljarder amerikanska dollar i november samma år.
Företaget grundades den 18 april 2013 av Baiju Bhatt och Vladimir Tenev, som båda studerat vid Stanford University. Bhatt och Tenev har även grundat uppstartsbolagen Celeris och Chronos Research tillsammans.
Bolaget har sitt huvudkontor i Menlo Park i Kalifornien.